# Anna Larina
Anna Mijáilovna Lárina (27 de enero de 1914-24 de febrero de 1996) fue la segunda esposa del líder bolchevique Nikolái Bujarin y pasó muchos años tratando de conseguir la rehabilitación de su marido años después de su ejecución en 1938 tras el Juicio de los Veintiuno. Fue la autora de sus memorias tituladas Lo que no puedo olvidar.

## Biografía
Anna Lárina nació en 1914. Fue adoptada por Yuri Larin, un economista y político soviético, por lo que creció entre revolucionarios profesionales que ocupaban un lugar destacado en la Unión Soviética. Cuando era niña, llegó a conocer a Bujarin, que era 26 años mayor que ella, y constantemente le escribía notas de amor de niña. Se casó con Bujarin en 1934 y tuvieron un hijo, Yuri Larin, en 1936.
En 1937, cuando su hijo tenía menos de un año, Anna fue separada de él durante casi 20 años cuando la NKVD la arrestó. En 1937, hubo acusaciones contra Bujarin por espiar, intentar desmembrar la Unión Soviética, organizar levantamientos kulak, conspirar para asesinar a Iósif Stalin e intentar actos misteriosos contra Vladímir Lenin en el pasado. Bujarin nunca entendió por qué lo calumniaban, pero estaba mental y psicológicamente preparado para la muerte.
Antes de que se separaran, Bujarin le ordenó a Anna que memorizara su testamento final (sabiendo que sería suprimido por Stalin) en el que imploró a las futuras generaciones de líderes comunistas que lo exoneraran. Sin atreverse a escribirlo, recordó más tarde, solía adormecerse en la cárcel repitiéndose las palabras de su esposo en silencio "como una oración". No se publicó en su totalidad hasta 1988.
Anna fue desterrada por primera vez y luego arrestada el 5 de septiembre de 1938 y llevada a Astracán. «En diciembre de 1938, regresaba a una 'prisión de investigación' en Moscú después de un año y medio de arrestos y encarcelamientos. Primero llegué al destierro en Astracán, luego el arresto y el encarcelamiento allí; luego, me enviaron a un campo para familiares de traidores a la Patria en Tomsk; en el camino, me detuvieron en celdas de tránsito en Sarátov y Sverdlovsk; después de varios meses en Tomsk, me arrestaron por segunda vez y me enviaron a una prisión de aislamiento en Novosibirsk; desde allí fue trasladada a una prisión cerca de Kémerovo, donde después de tres meses me subieron al tren hacia Moscú».
En sus memorias, Lárina escribió principalmente sobre su primer año en el Gulag, a pesar de que estuvo en el Gulag durante un total de 20 años. Como Anna era la esposa de Bujarin, estaba constantemente bajo una estrecha vigilancia y no se le permitía salir para realizar el trabajo de parto. En cambio, pasaba gran parte de su tiempo lidiando con el aburrimiento de no hacer nada. "En ese momento, yo era una zek (prisionera) experimentada, ya había estado detenida en muchas prisiones: Astracán, Sarátov, Sverdlovsk, Tomsk, Novosibirsk. Me había acostumbrado a una existencia aislada sin libros, papel o lápiz, incapaz de hacer cualquier cosa menos encadenar rimas y memorizarlas mediante una repetición sin fin, leyendo de memoria los versos de mis poetas favoritos".
Mientras estuvo en el Gulag, Anna se comunicaba con los demás tocando las paredes de sus celdas. De esta manera Anna se enteró de que habían ejecutado a su marido. «Los bastardos asesinaron a Bujarin, escuché de nuevo, y mis dudas se desvanecieron. Cada letra de su oración, como un peso de metal, golpeó mi cerebro. Aunque lo mejor sería cortar la conversación, ya que todavía temía que esto pudiera ser una provocación, la tentación era demasiado grande. Tenía un deseo apasionado de averiguar todo lo que pudiera. Durante los días siguientes, me encariñé con este prisionero condenado que conocía la verdadera historia de los juicios y que todavía quería a Nikolái Bujarin. Por las noches, escuchando sus distintos golpes en la pared, no pude conciliar el firme golpeteo de su mano con la sentencia de muerte. Cuando escuché sus últimas palabras quedé profundamente conmovida».
Pasó veinte años de su vida en prisión, destierro y campos de trabajo. Durante este tiempo, Anna conoció a su segundo marido, Fiódor Fadéiev. Su segundo marido fue arrestado varias veces a causa de Anna y murió en 1959. Tuvo dos hijos con Fiódor: Mijaíl y Nadia.
Lárina fue finalmente liberada del sistema Gulag en 1953 después de la muerte de Stalin, enferma de tuberculosis, después de haber pasado casi veinte años de su vida allí. Su destierro terminó en 1959 y regresó a Moscú. Dedicó el resto de su vida a limpiar el nombre de su esposo escribiendo cartas largas y detalladas a Nikita Jruschov y sus sucesores exigiendo la reinstalación de Bujarin en el panteón de los héroes revolucionarios. Finalmente fue "rehabilitado" y absuelto de todos los cargos en 1988, cincuenta años después de su muerte. En 1988, pronunció un discurso en una conferencia en conmemoración del centenario del nacimiento de Bujarin impartida por el Instituto de marxismo-leninismo del Comité Central del Partido Comunista de la Unión Soviética.
Murió en Moscú y está enterrada en el cementerio Troyekúrovskoye.